# Daniel Fagiani
Daniel Fernando Fagiani (Pujato, 22 gennaio 1974) è un ex calciatore argentino, di ruolo difensore.

## Palmarès

### Club

#### Competizioni nazionali
- Supercoppa di Spagna: 1

Valencia: 1999
- Campionato argentino: 1

Boca Juniors: Apertura 2000